# 阿富汗人民解放组织
阿富汗人民解放组织（波斯語：‎）是阿富汗历史上的一个毛派反政府组织，总部设在帕尔旺省。 它是阿富汗主要的左翼政治军事组织，反对阿富汗民主共和国和苏联。阿富汗人民解放组织由马吉德·卡拉卡尼领导，他打算把阿富汗人民解放组织变成毛主义的统一战线组织，以反对苏联支持的阿富汗人民民主黨。
该组织是与革命国际主义运动有联系的毛派团体， 但并不是所有成员都是毛派。和法伊兹·艾哈迈德领导的阿富汗解放组织不同，该组织反对三个世界理论。该组织起源于20世纪60年代和70年代的永恒火焰运动，是进步青年组织的后继者。
该组织因其游击队袭击而闻名。他们经常招募武装的不法之徒和土匪作为游击队员。该组织的游击队袭击苏联车队，抢劫苏联向政府提供的货币，并进行暗杀。有一次，穿着军装的该组织战斗人员闯入军事基地，掠夺它的武器，甚至绑架了一名苏联将军。
卡拉卡尼死后，该组织不断衰落，该组织和古勒卜丁·希克马蒂亚尔的伊斯兰党之间的斗争导致其在1983年退出了Kalakan和Koh Daman。 到1983年，政府军已渗入该组织，并试图鼓励该组织与政府结盟。当这种情况没有发生时，政府逮捕了60名组织领导人。该组织新的领导层与政府进行了讨论，并开始放弃毛主义及其新民主主义战略，导致分裂和抛弃，以及新的毛派团体的出现。到1989年该组织不复存在。